# Raaba
La ciudad de Raaba, también conocida como Raaba bei Graz, se encuentra localizada en el Distrito de Graz-Umgebung, en Estiria. En el año 2000 obtuvo la categoría de municipio.

## Política
La ciudad de Raaba cuenta con un alcalde, un vicealcalde, un tesorero y el consejo municipal. El consejo municipal se encuentra conformado por 15 miembros electos por un período de 5 años. Actualmente el consejo se encuentra dividido en su composición por los partidos Partido Socialdemócrata de Austria (SPÖ) y Partido Popular Austríaco (ÖVP).

## Cultura
Raaba posee un parque, el "Lebenspark 2000" desarrollado a partir del antiguo Jardín Bohemio. La superficie total es de 11 mil metros cuadrados y dentro posee un estacionamiento, la capilla local y el ayuntamiento. Justo en medio del parque se encuentra la Villa Bohemia, con un estilo Art Nouveau, que fue adquirida por el municipio y allí se instaló un centro de atención médica. En el círculo interior se encuentra una fuente con agua, obsequiada al alcalde, cuyas rocas fueron extraídas de Estiria y poseen 16 minerales diferentes.
La biblioteca de Raaba fue realizada en febrero de 1989 y trasladada de localización en 1993. Posee una colección de 14 mil libros, 30 revistas, 227 audiolibros y 140 juegos.

## Transporte
Raaba posee conexiones de transporte rápidas a Graz y hacia el sur, a Grambach. Existen, además, 6 líneas de colectivos (línea 72, 73U, 75U, 76U, 450 y 510) y el tren S3 Graz Hauptbahnhof que conecta Raaba con Fehring.